# The Beast (film, 2019)
Pour les articles homonymes, voir The Beast.
Ne doit pas être confondu avec The Beast (film, 2014).
Pour plus de détails, voir Fiche technique et Distribution.
The Beast (hangeul : 비스트 ; RR : Biseuteu ; litt. « Bête ») est un film sud-coréen réalisé par Lee Jeong-ho et sorti en 2019. Il s'agit du remake du film français, 36 quai des Orfèvres (2004) réalisé par Olivier Marchal.

## Synopsis
Deux inspecteurs en conflit doivent faire équipe pour résoudre un meurtre horrible. Après la découverte du corps mutilé d'une jeune fille sur l'estran d'Incheon, Han-soo (Lee Sung-min) et Min-tae (Yoo Jae-myung), rivaux depuis des années, sont désormais chargés de trouver le coupable. L'affaire semble trouver une solution rapide avec un suspect en garde à vue, mais les choses prennent une tournure sombre lorsque Han-soo rencontre une informatrice qui insiste sur le fait qu'elle sait qui est le meurtrier. Alors que des dissimulations et des accords secrets s'ensuivent, la tension monte entre les deux détectives alors que la pression pour résoudre le crime secoue la péninsule coréenne.

## Fiche technique
- Titre original : 비스트
- Titre français : The Beast
- Réalisation : Lee Jeong-ho
- Scénario : Jeong Ee-mok et Lee Jeong-ho, d'après le scénario 36 quai des Orfèvres d'Olivier Marchal[1]
- Musique : Mowg
- Décors : Hong Joo-hee
- Costumes : Yoon Jung-hee
- Photographie : Joo Sung-rim
- Son : Kim Chang-seop
- Montage : Shin Min-kyeong
- Société de production : Studio & New
- Société de distribution : Next Entertainment World
- Pays de production :  Corée du Sud
- Langue originale : coréen
- Format : couleur
- Genre : action, policier, thriller
- Durée : 130 minutes
- Dates de sortie :
  - Corée du Sud : 26 juin 2019
  - France : 20 juin 2024 (vidéo à la demande)

## Distribution
- Lee Sung-min (en) : Jeong Han-soo
- Yoo Jae-myung : Han Min-tae
- Jeon Hye-jin : Choon-bae
- Choi Daniel (en) : Jong-chan
- Kim Ho-jung : Mme Oh
- Kim Byung-choon (ko) : Seong, chef de section
- Ahn Si-ha (en) : Jeong-yeon
- Lee Sang-hee (en)
- Ok Ja-yeon (en) : la femme de Jong-chan

## Production

### Développement et attribution des rôles
Début octobre 2018, Lee Sung-min et Yoo Jae-myung sont confirmés pour la production de Studio & New, obtenant les rôles de Jeong Han-soo et Han Min-tae, deux inspecteurs en conflit engagés dans la résolution d'une affaire de meurtre qui a secoué la Corée du Sud, dans le film d'action policière alors provisoirement intitulé 비스트 (littéralement « Bête ») sous la réalisation de Lee Jeong-ho. Fin octobre, Jeon Hye-jin et Choi Daniel se joignent à la distribution, incarnant l'informatrice et le jeune inspecteur. Le scénario respire une tension bien différente de l'original, c'est-à-dire celui du film français 36 quai des Orfèvres d'Olivier Marchal.
Fin mai 2019, Lee Sung-min avoue y incarner « un personnage dans un état psychologique extrême, j'ai dû tout révéler du plus profond de mon cœur. ».

### Tournage
Le tournage débute le 5 novembre 2018. Il a lieu à Incheon, Ansan, Hoengseong, Daegu pour un vieil immeuble du quartier Dongin sur le point d'être reconstruit, entre autres, et Chuncheon.
Les prises de vues prennent fin le 12 février 2019.

## Sortie
The Beast devait sortir en mai 2019,. Il sort finalement le 26 juin 2019 en Corée du Sud,. Il est pré-vendu dans 90 pays à travers le monde, dont la France, l'Allemagne, l'Autriche, la Suisse, les Pays-Bas, la Belgique, le Luxembourg, la Bosnie, la Croatie, la Slovénie, l'Europe, la Russie, le Kazakhstan, l'Ouzbékistan, le Japon, Singapour, Taïwan, Thaïlande, Malaisie, Indonésie et autres pays asiatiques.